# Kortstaartgierzwaluw
De kortstaartgierzwaluw (Chaetura brachyura) is een vogel uit de familie Apodidae (gierzwaluwen).

## Verspreiding en leefgebied
Deze soort komt voor van Panama tot het Amazonegebied en telt vier ondersoorten:
- C. b. praevelox: Grenada, Saint Vincent en Tobago (zuidelijke Kleine Antillen).
- C. b. brachyura: van Panama tot Trinidad en de Guiana's zuidelijk tot het westelijke deel van Centraal-Brazilië en noordelijk Bolivia.
- C. b. ocypetes: zuidwestelijk Ecuador en noordwestelijk Peru.
- C. b. cinereocauda: het noordelijke deel van Centraal-Brazilië.

## Status
De totale populatie is in 2019 geschat op 5-50 miljoen volwassen vogels. Op de Rode lijst van de IUCN heeft deze soort de status niet bedreigd.